# Fernwanderweg Saar-Rhein-Main

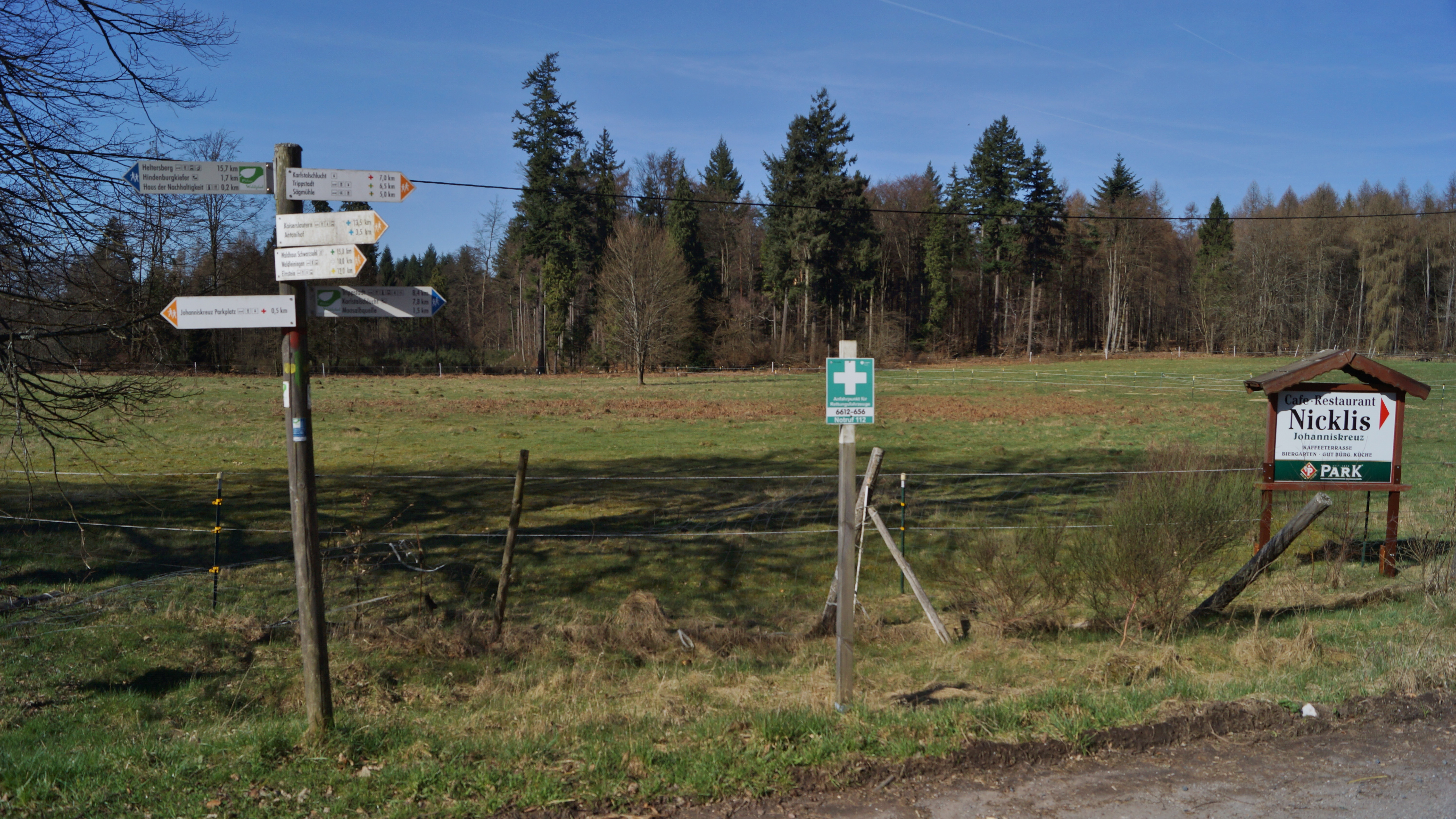
Fernwanderweg Saar-Rhein-Main innerhalb von Johanniskreuz

Der Fernwanderweg Saar-Rhein-Main verläuft mit dem Wegzeichen Gelbes Kreuz von der Saar über den Rhein an den Main.

## Gesellschaft
Der Wanderweg wird zwischen Homburg und dem 179 km entfernten Oppenheim vom Pfälzerwald-Verein, von Oppenheim bis Alsheim (Bahnhof) vom Wander- und Lennebergverein Rheingold Mainz und ab dort bis zum 91 km entfernten Ziel in Klingenberg vom Odenwaldklub betreut.

## Markierungszeichen
Als Markierungszeichen dient dem Fernwanderweg Saar-Rhein-Main ein gelbes Kreuz mit gleich langen Kreuzarmen. Auf manchen Abschnitten – vor allem im Pfälzerwald – befinden sich neben dem Markierungszeichen auch Hinweise auf weitere Streckenpunkte oder Richtungsangaben, die im Rahmen kommunaler Wanderwege mit eingebunden sind. Ansonsten ist es ratsam, eine geeignete Wanderkarte oder Navigationssystem mit entsprechender Routenführung dabei zu haben.

## Streckenverlauf
Der Fernwanderweg beginnt im saarländischen Homburg bei den Schlossberghöhlen auf dem Schlossberg. Er überquert hinter Kirrberg die Grenze zum Bundesland Rheinland-Pfalz und verläuft zunächst durch das Hügelland der Westricher Hochfläche; dabei werden unter anderem Winterbach und Höheinöd berührt. Bei Waldfischbach erreicht er den Pfälzerwald, wo er über die Hundsweihersägemühle und durch das Schwarzbachtal nach Johanniskreuz geführt wird. Von dort geht es entlang des Speyerbachs über Elmstein und Erfenstein nach Lambrecht und schließlich hinauf zur Pfälzerwald-Vereinshütte Lambertskreuz. Der letzte Streckenabschnitt innerhalb des Pfälzerwalds führt über die Hardenburg, Altleiningen und Eisenberg ins Nordpfälzer Bergland. Hier berührt der Wanderweg die Gemeinden Weitersweiler, Marnheim, Kirchheimbolanden, Bischheim und Ilbesheim. Er erreicht anschließend Rheinhessen und hier als erstes Freimersheim und Alzey. Von dort geht es entlang der Selz nach Framersheim und Gau-Odernheim auf den Petersberg; nach dessen Überquerung verläuft die Wegtrasse durch die Ortsgemeinde Bechtolsheim zurück zur Selz, der man bis nach Friesenheim folgt. Ab Friesenheim nutzt der Fernwanderweg bis Oppenheim am Rhein den Valtinche-Radweg. Bis hierhin ist der vom Pfälzerwald-Verein für den Weg verantwortlich. Von Oppenheim führt er rheinaufwärts auf dem Rheinterrassenweg über Ludwigshöhe, Guntersblum und Alsheim, für dieses kurze Teilstück ist der Mainzer Wander- und Lennebergvereins Rheingold zuständig. Am Alsheimer Bahnhof übernimmt der Odenwaldklub die Zuständigkeit. Ab Alsheim führt der Weg durch den Sand und vorbei am Altrhein-Erlebnis-Pfad vorbei nach Eich und anschließend zum Rhein.

Er überquert diesen bei Gernsheim, wozu man eine Fähre benutzt. Nun ist das Bundesland Hessen erreicht. Als ‚Hauptwanderweg 14‘ verläuft er zunächst durch die Rheinebene nach Bickenbach und durchquert ab dem Ortsteil Seeheim den nördlichen Odenwald. Dabei werden unter anderem Neutsch, Lichtenberg, Brensbach, Grumbach und Höchst im Odenwald berührt, bis schließlich der Main und damit das Ziel des Fernwanderwegs in Wörth bzw. Klingenberg erreicht ist.
Der 286,48 km lange Wanderweg hat einen Höhendifferenz von 417 Meter, der tiefste Punkt befindet sich am Rheinübergang bei 85 Meter über dem Meer, der höchste Punkt liegt bei 502 Meter am Hinteren Stoppelkopf im Pfälzerwald. Da es hauptsächlich durch zwei Mittelgebirge (Pfälzerwald, Odenwald) und zahlreiche Hügellandschaften geht, beträgt der Gesamtanstieg 6.135 Meter und der Gesamtabstieg 6.282 Meter.